# Teatro comunale Mario Del Monaco
Il Teatro comunale "Mario Del Monaco" è un teatro di Treviso.
Situato nel centro storico, è il principale teatro della città. Venne intitolato al celebre tenore nel 2011.

## Storia
Il primo teatro trevigiano fu aperto nel 1692 per iniziativa del conte Fiorino Onigo. Si trattava di un tipico teatro all'italiana, con più ordini di palchi, e sorgeva dove si trova l'edificio attuale (l'antica contrada San Martin). Propose per diversi anni un buon repertorio, apprezzato dai nobili veneziani che villeggiavano in città e nelle campagne circostanti. Tuttavia, a partire dal 1713, cominciò a decadere fino ad essere abbandonato del tutto.
Qualche tempo più tardi, grazie all'interessamento del conte Guglielmo Onigo, l'edificio venne praticamente riedificato su disegno di Antonio Galli da Bibbiena, già progettista del Teatro comunale di Bologna; la facciata e l'atrio furono invece ideati da Giovanni Miazzi. Nel 1766 fu nuovamente inaugurato con la prima del Demofoonte di Pietro Guglielmi su libretto del Metastasio. L'edificio appartenne ancora agli Onigo sino al 1846, anno in cui fu ceduto alla Società dei Palchettisti (e fu per questo noto come Teatro Sociale).
Dopo vicende alterne, il vecchio teatro Onigo venne distrutto da un incendio il 2 ottobre 1868. Pare che a causare l'incendio non furono le lumiere a petrolio, ma il custode del teatro, tale Triaca, che si serviva del palcoscenico per la sua attività di pirotecnico dilettante.
La sala attuale, inaugurata nel 1869, fu progettata dall'architetto Andrea Scala, autore, tra gli altri, dei teatri di Udine, Trieste e Pisa. Le decorazioni pittoriche si devono al triestino Stella ed a Federico Andreotti, quelle in stucco allo scultore Fausto Asteo. Le balaustre dei palchi e il boccascena sono decorati con tessuti dal disegno rococò trapunto di perle dorate di Murano. La facciata è quella dell'edificio originale e reca ancora nella trabeazione la firma del Miazzi.
L'inaugurazione della nuova sala del Teatro di Società ebbe luogo nell'ottobre 1869 con il Faust di Charles Gounod.
Tra il 1869 e il 1930 il Teatro Sociale conobbe un periodo di particolare splendore: qui si tenne un'esposizione regionale veneta e le manifestazioni per il 25º della proclamazione di Roma a capitale d'Italia. 
Nella stagione d'autunno del 1890 debuttò Emma Calvé, interpretando per dodici recite il ruolo di Ofelia nell'Hamlet di Ambroise Thomas. 
Nel 1894 il giovane Toscanini dirige Falstaff e Cristoforo Colombo di Alberto Franchetti e l'anno successivo il Tannhäuser di Richard Wagner e la Lorely di Alfredo Catalani. 
Nel 1900 Enrico Caruso interpretò per la prima volta il ruolo di Cavaradossi (Tosca), nel 1911 Hipólito Lázaro cantò nella Gioconda e Carmen Melis e Viglione-Borghese si esibirono, diretti da Tullio Serafin, nella Fanciulla del West. Elvira de Hidalgo si esibì nel 1915 ne La figlia del reggimento, Francesco Merli fu Andrea Chénier nel 1925, Toti Dal Monte calcò il palcoscenico trevigiano nel 1920 (Lodoletta), 1922 (Barbiere di Siviglia), 1931 (Sonnambula), 1943 (Traviata), 1945 (Madama Butterfly). Tra i direttori vanno ricordati oltre ai citati Toscanini e Serafin, Emilio Usiglio, Leopoldo Mugnone, Pietro Mascagni, Riccardo Zandonai.
Dal 1931 unico proprietario è il comune di Treviso. Nel 1945, pressato dalla disperata situazione post-bellica, l'amministrazione comunale decise di alienare il Teatro - ormai noto come Comunale - a privati. Dopo cinque anni, il Tribunale di Treviso dichiarò inefficace la vendita e il Comune ritornò definitivamente proprietario dell'immobile.
Nel frattempo la vita musicale del Teatro era proseguita con regolarità, alternando le tradizionali stagioni d'autunno e di primavera cui presero parte, per la lirica, protagonisti di assoluto rilievo: Mafalda Favero, Rosa Raisa, Licia Albanese, Tito Gobbi, Maria Caniglia, Mercedes Capsir, Aureliano Pertile, Lina Pagliughi, Mario Del Monaco, Iris Adami Corradetti, Gianna Pederzini, Cesare Valletti, Gianni Raimondi, Virginia Zeani, Magda Olivero, Margherita Carosio, Giuseppe Di Stefano, Nicola Rossi Lemeni, Ferruccio Tagliavini. 
E ancora, in tempi più recenti, Piero Cappuccilli, Katia Ricciarelli (la quale si esibì qui per la prima volta nel Trovatore nel 1970 ed in Otello nel 1971), Renato Bruson, Leyla Gencer. 
Le opere più rappresentate furono quelle degli autori italiani del XIX e XX secolo, ma anche gli autori russi e francesi ottennero buona accoglienza (a Treviso si ebbe, in particolare, la seconda italiana di Boris Godunov dopo la prima della Scala).

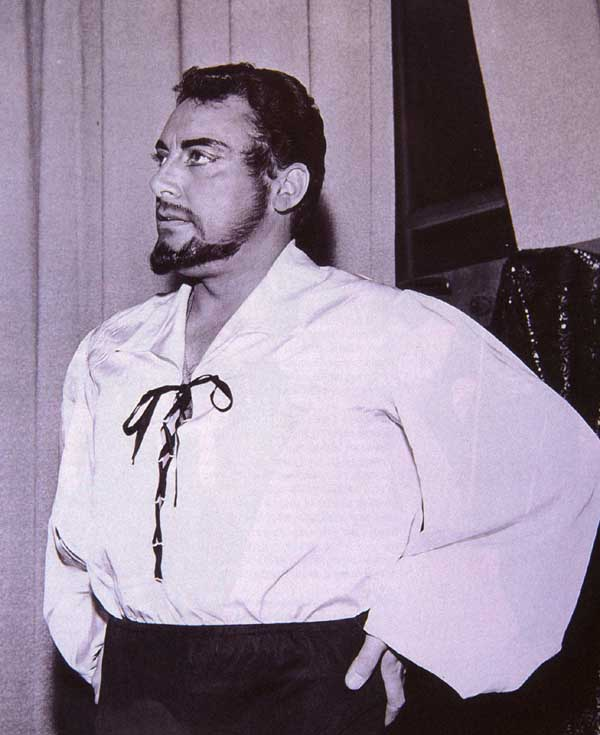
Mario Del Monaco

Al Comunale, riconosciuto per legge tra i ventiquattro teatri italiani "di tradizione", fa capo, a partire dal 1969, il Concorso Internazionale "Toti Dal Monte", che ha visto vincitori, tra gli altri, Ghena Dimitrova, Mariella Devia, Alida Ferrarini, Ferruccio Furlanetto, Simone Alaimo, Fiamma Izzo D'Amico, Natale De Carolis.
A Peter Maag si deve la fortunata idea della "Bottega", un “laboratorio teatrale” per allestire opere insieme a giovani cantanti e direttori d´orchestra. 
Giunto a Treviso nel 1988 per dirigere Trovatore, il maestro fu artefice già l'anno successivo del primo spettacolo della Bottega: Don Giovanni. Il cast vocale veniva selezionato grazie al Concorso "Toti Dal Monte" e preparato da masterclass vocali tenute da prestigiosi artisti come Leyla Gencer e Regina Resnik. 
Alle voci si affiancavano i giovani direttori, assistenti e maestri collaboratori. 
Tra i più riusciti risultati del progetto si possono ricordare la trilogia delle opere mozartiane, il Falstaff con la regia di Virginio Puecher, il Turco in Italia messo in scena da Ferruccio Soleri, il Rigoletto, Die Zauberflöte e la Carmen allestita da Hugo De Ana.
Il teatro è stato chiuso nel dicembre 1998 per inagibilità. 
Una convenzione siglata tra il Comune di Treviso e Fondazione Cassamarca il 24 luglio 2000 ha dato a quest'ultima, assieme all'onere di restaurarlo e conservarlo, la facoltà della gestione del teatro per novant'anni. 
Il 15 novembre 2003 la sala è stata nuovamente inaugurata con un concerto della Royal Philharmonic Orchestra. Dal Settembre 2019, dopo la rinuncia di Fondazione Cassamarca è gestito da Teatro Stabile del Veneto. 
Negli anni 2020, 2021, 2022, 2023, 2024 e 2025 il Teatro ha sempre ospitato il concerto di chiusura delle edizioni VI, VII, VIII, IX, X e XI di Treviso Suona Jazz Festival.

## Architettura

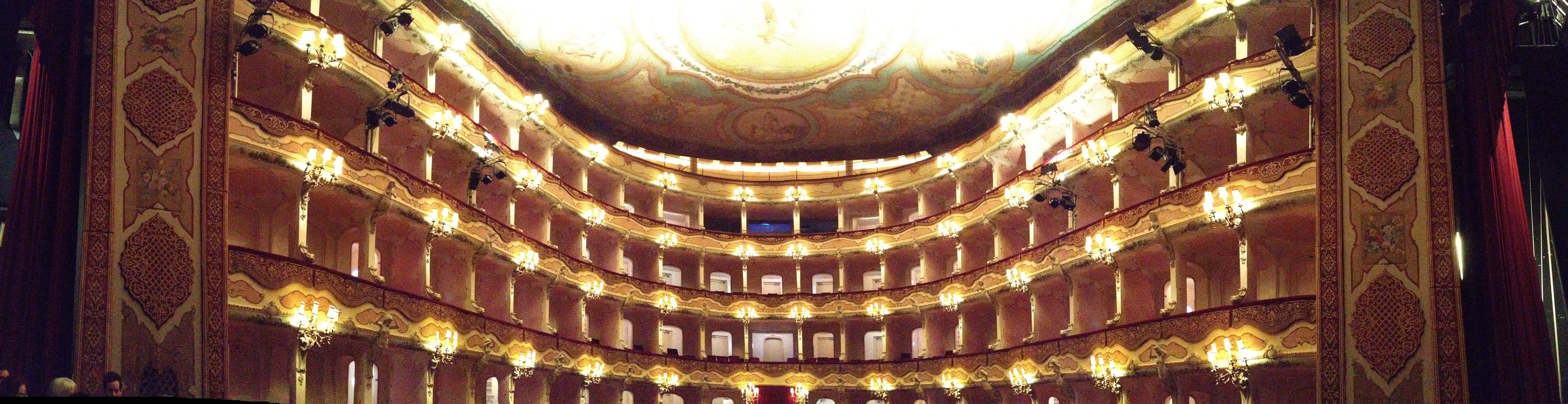
Panoramica della sala dal boccascena

(Tommaso Locatelli, Gazzetta di Venezia, maggio 1836.)

## Galleria d'immagini

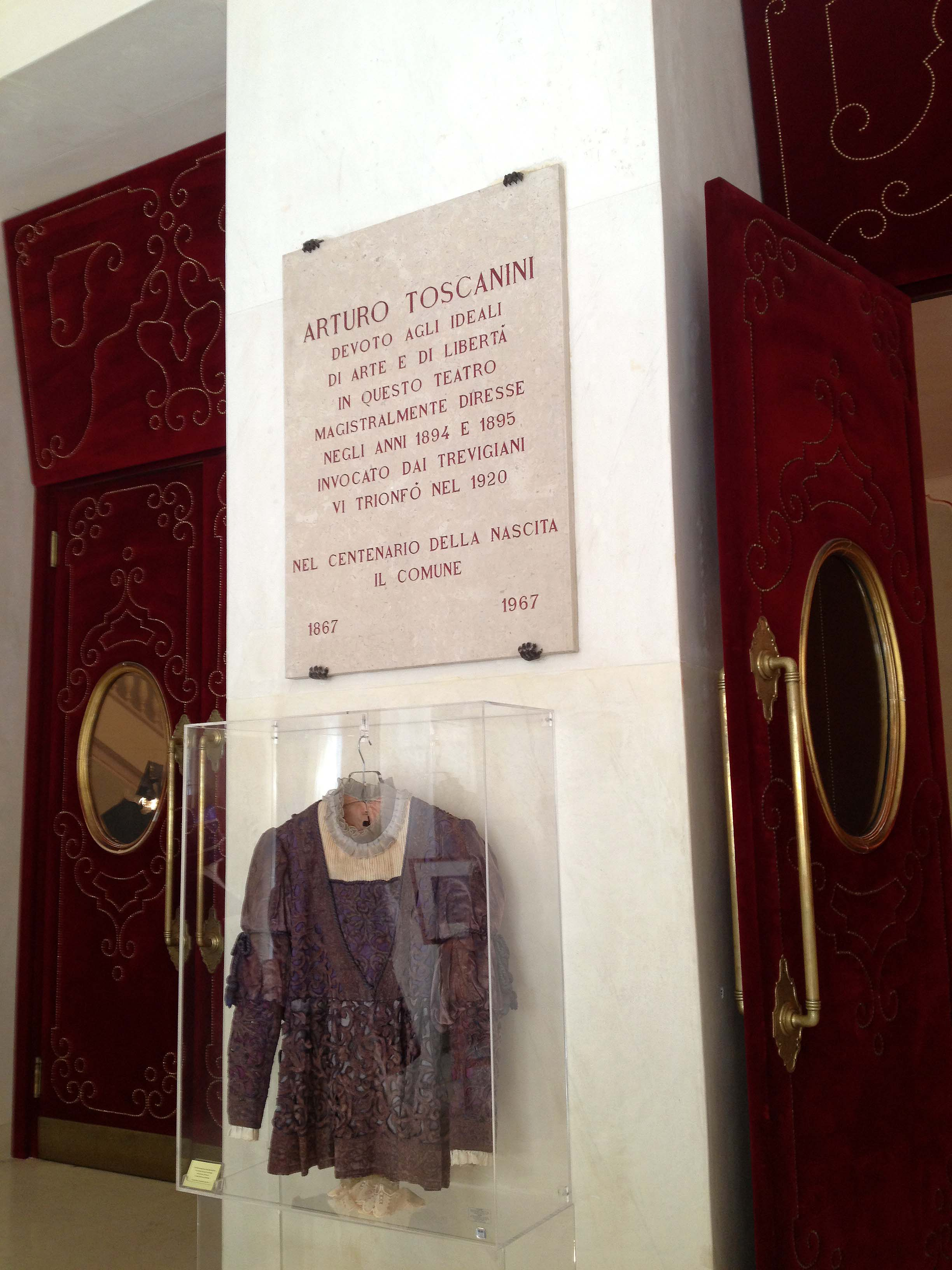
Atrio: lapide in onore di Arturo Toscanini e abito di scena di Mario Del Monaco
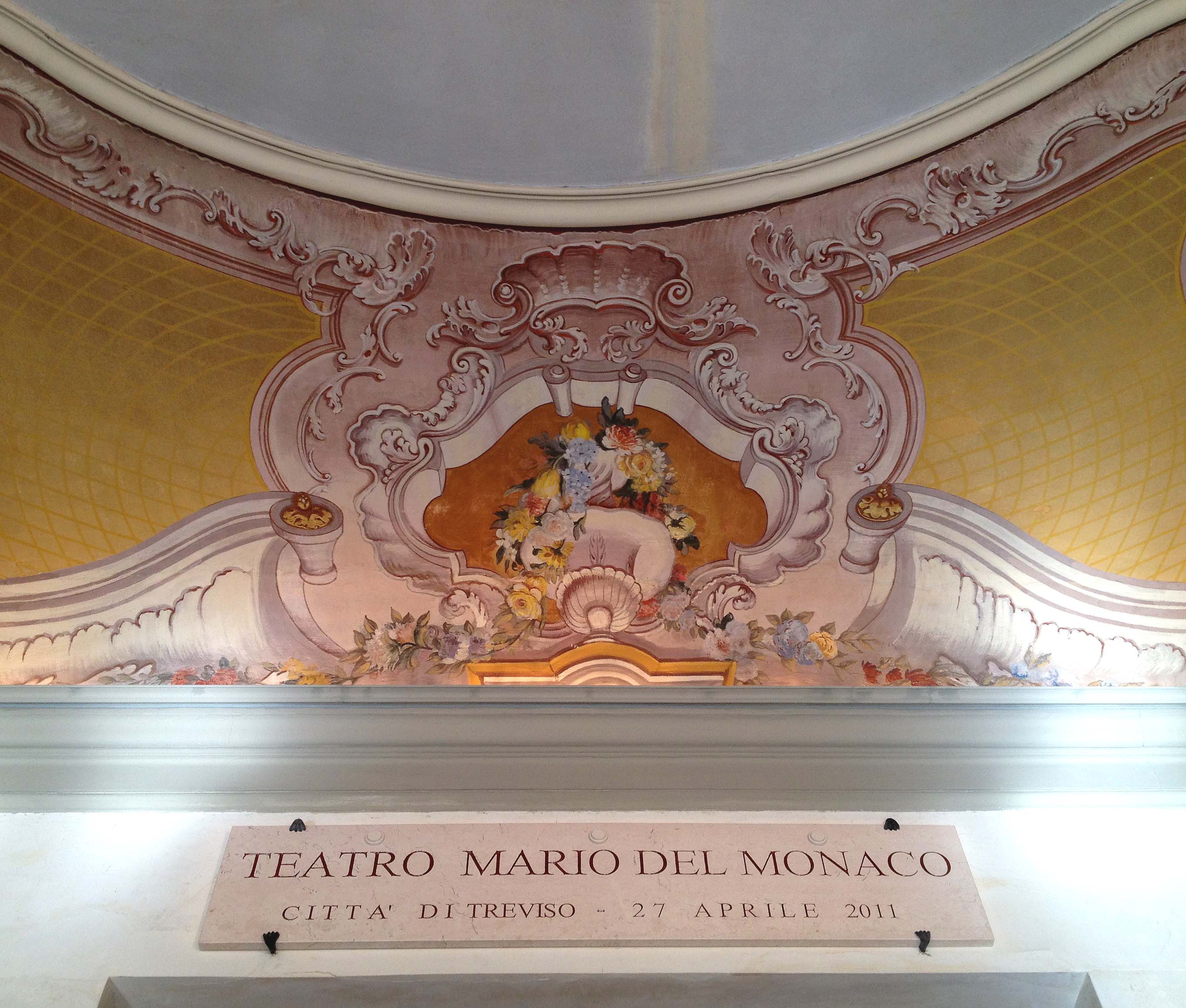
Atrio: iscrizione dedicatoria a Mario Del Monaco
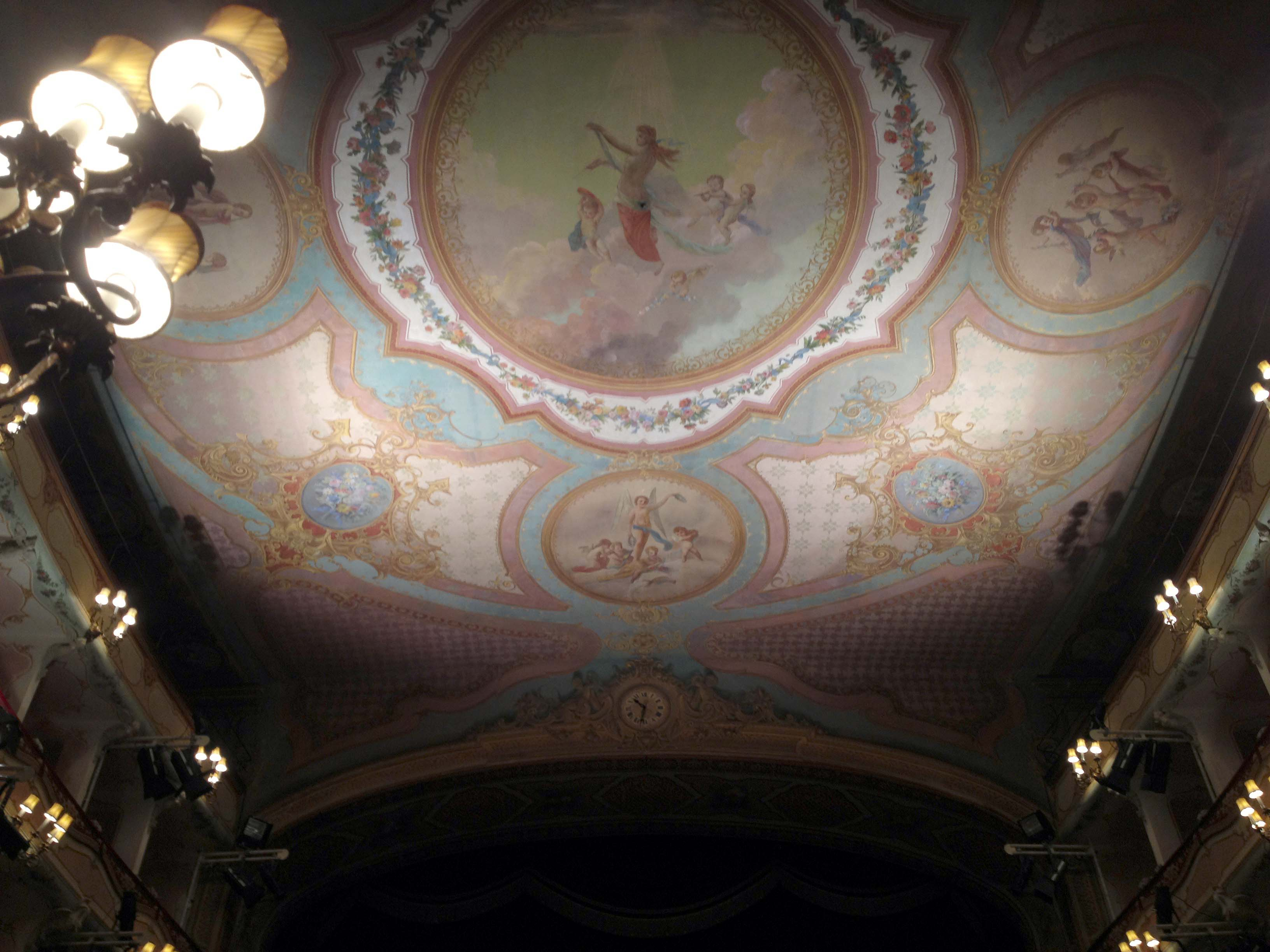
Soffitto della sala
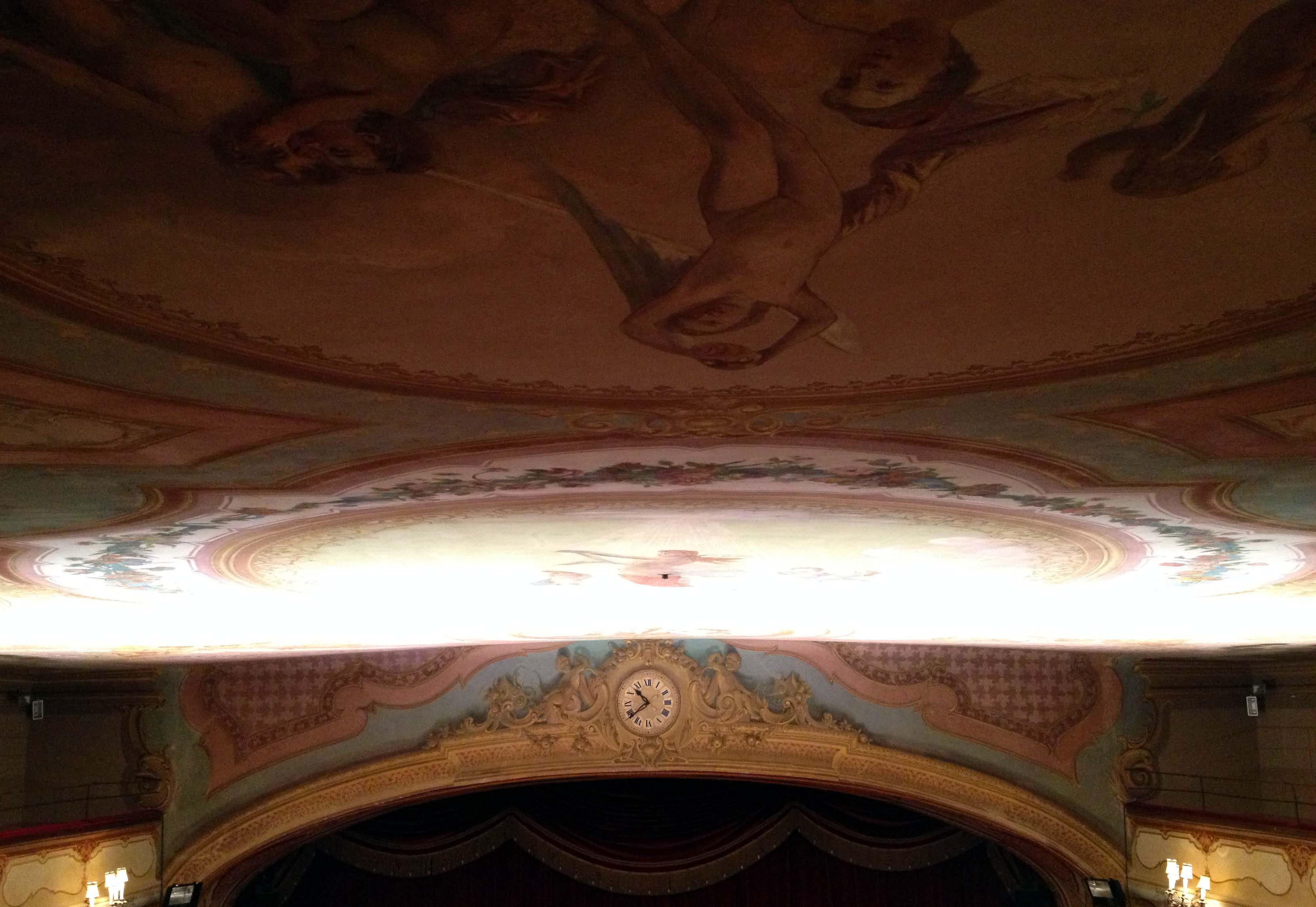
Particolare del soffitto
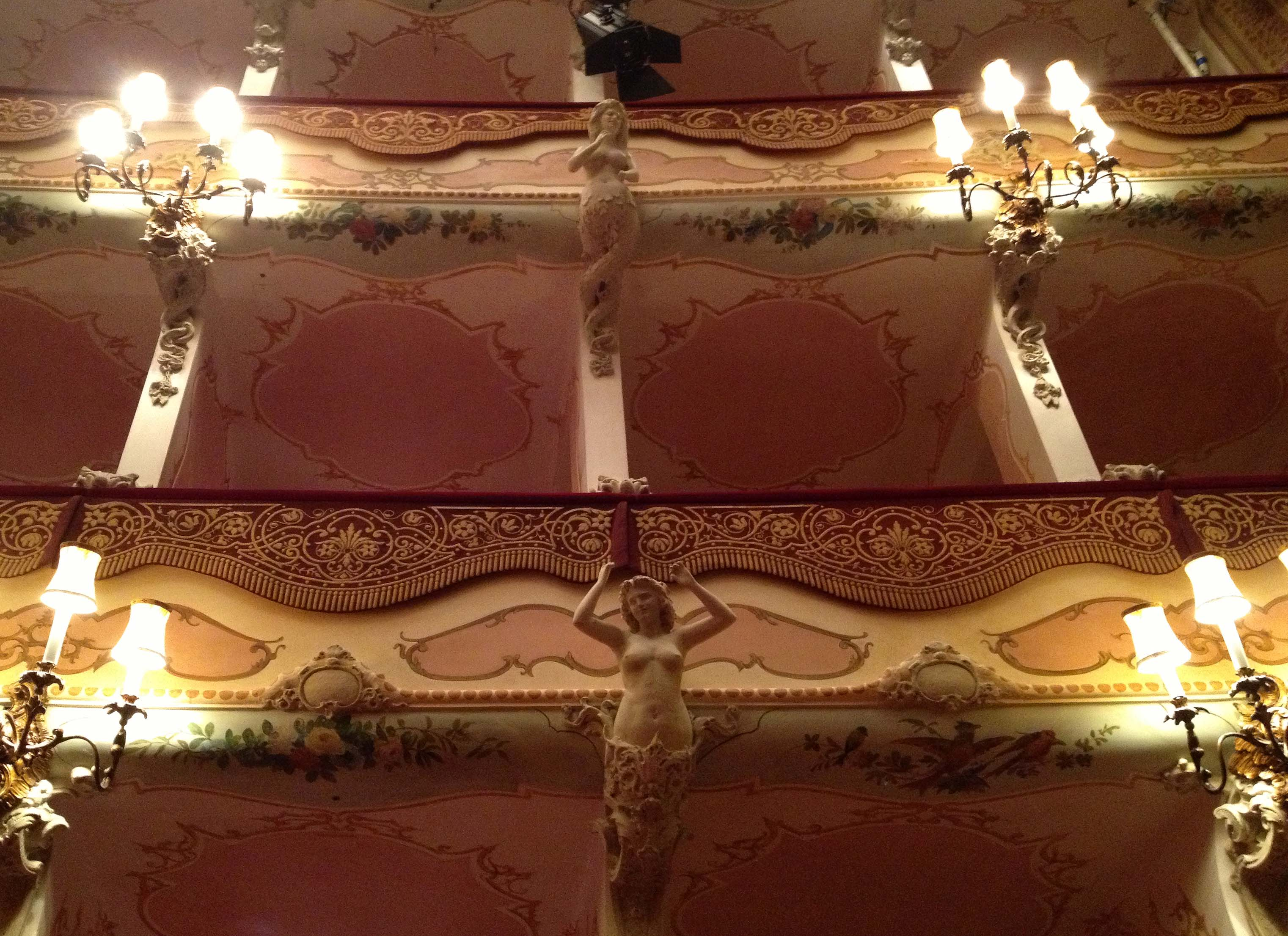
Palchi
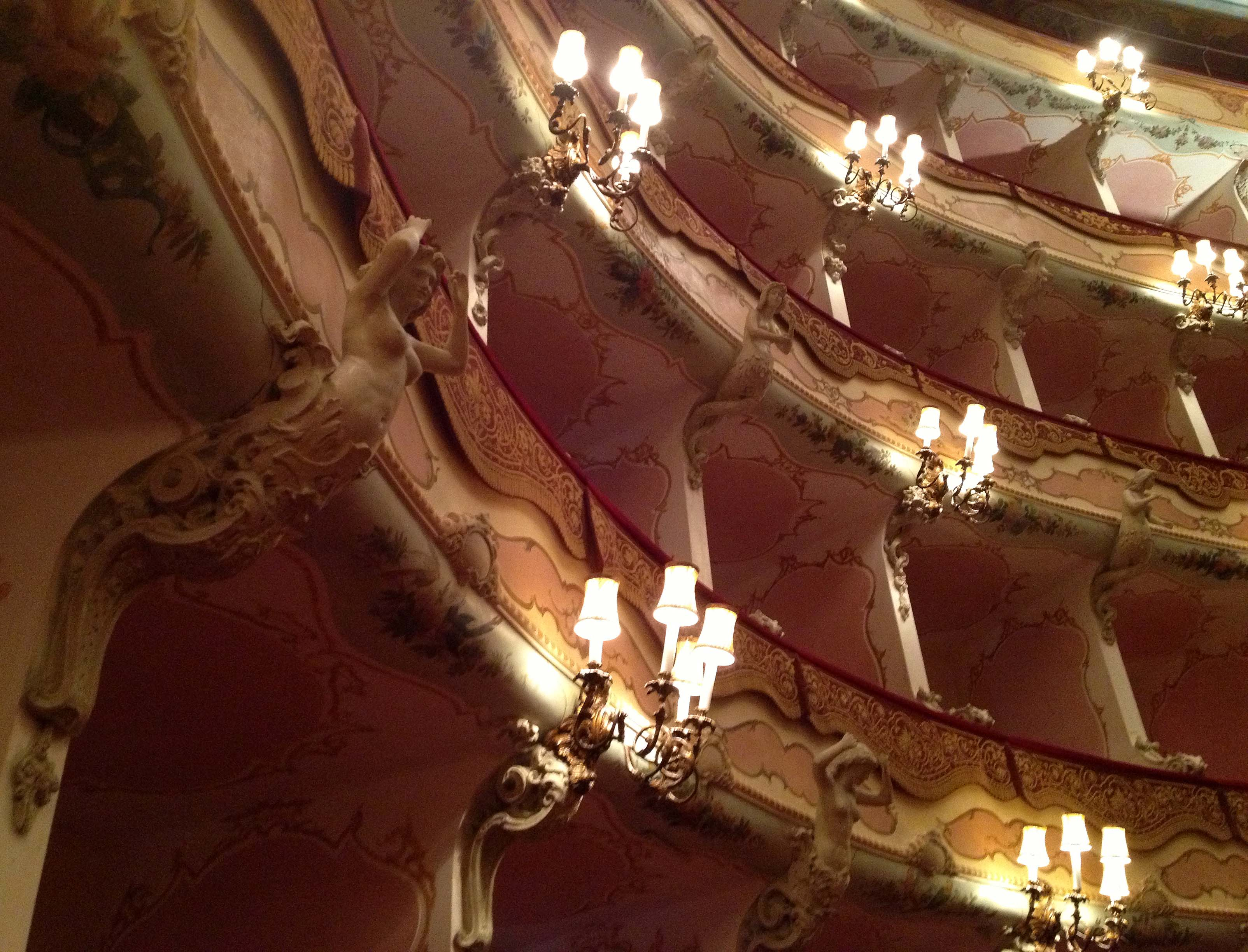
Palchi
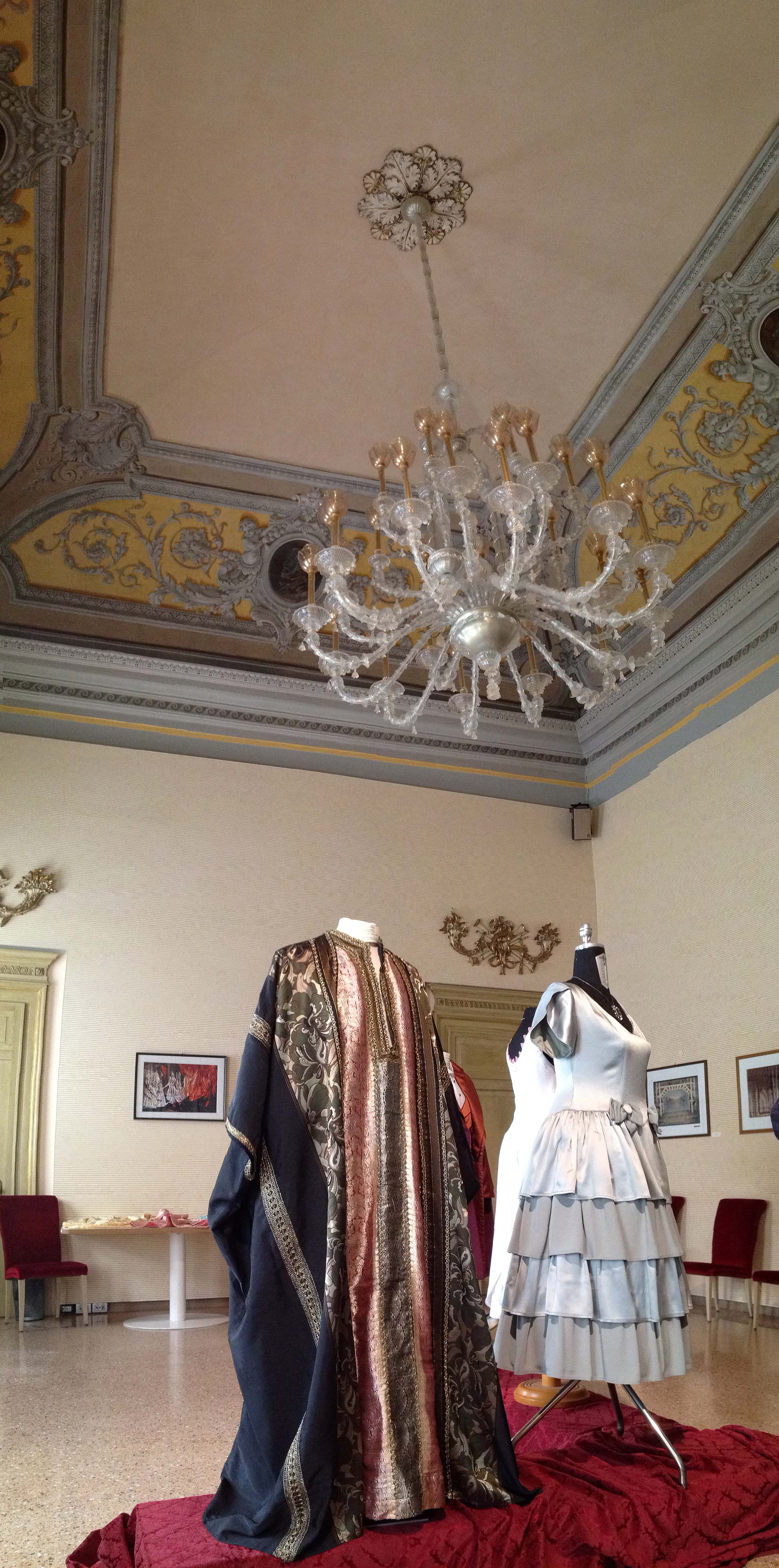
Ridotto: esposizione di costumi di scena
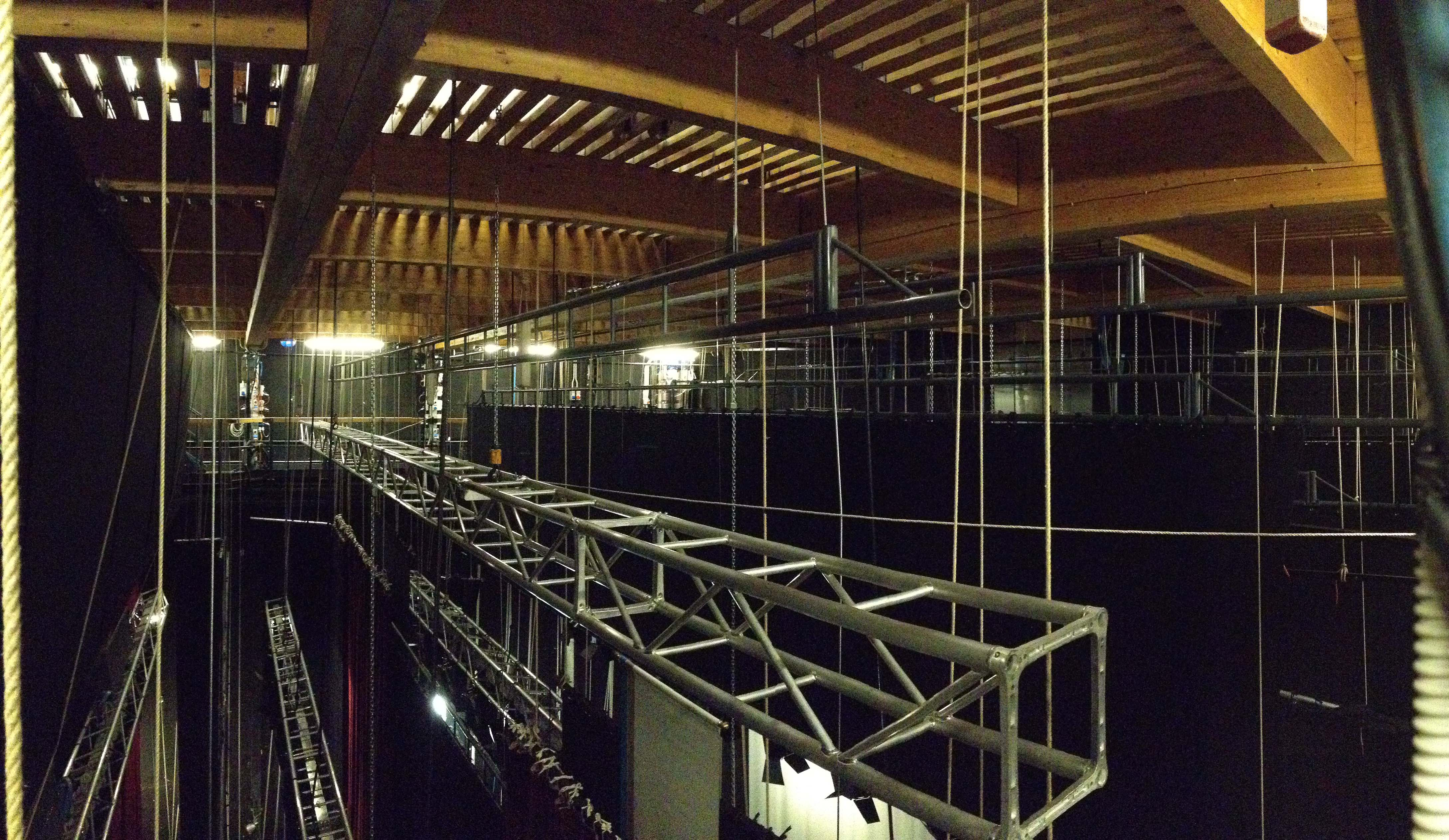
Impianto luci sopra al palcoscenico (americane)
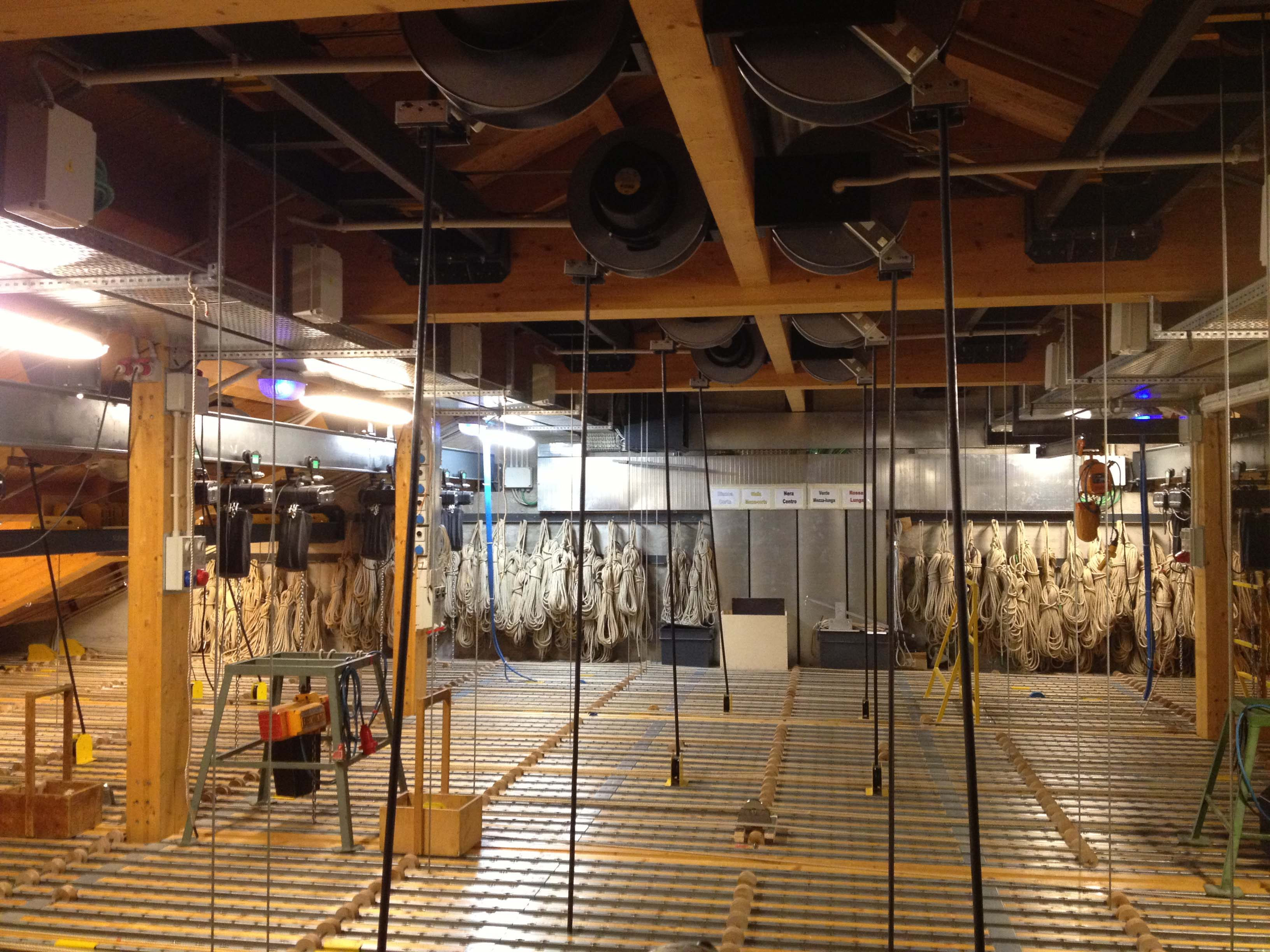
Graticcio a 16 metri sopra al palcoscenico
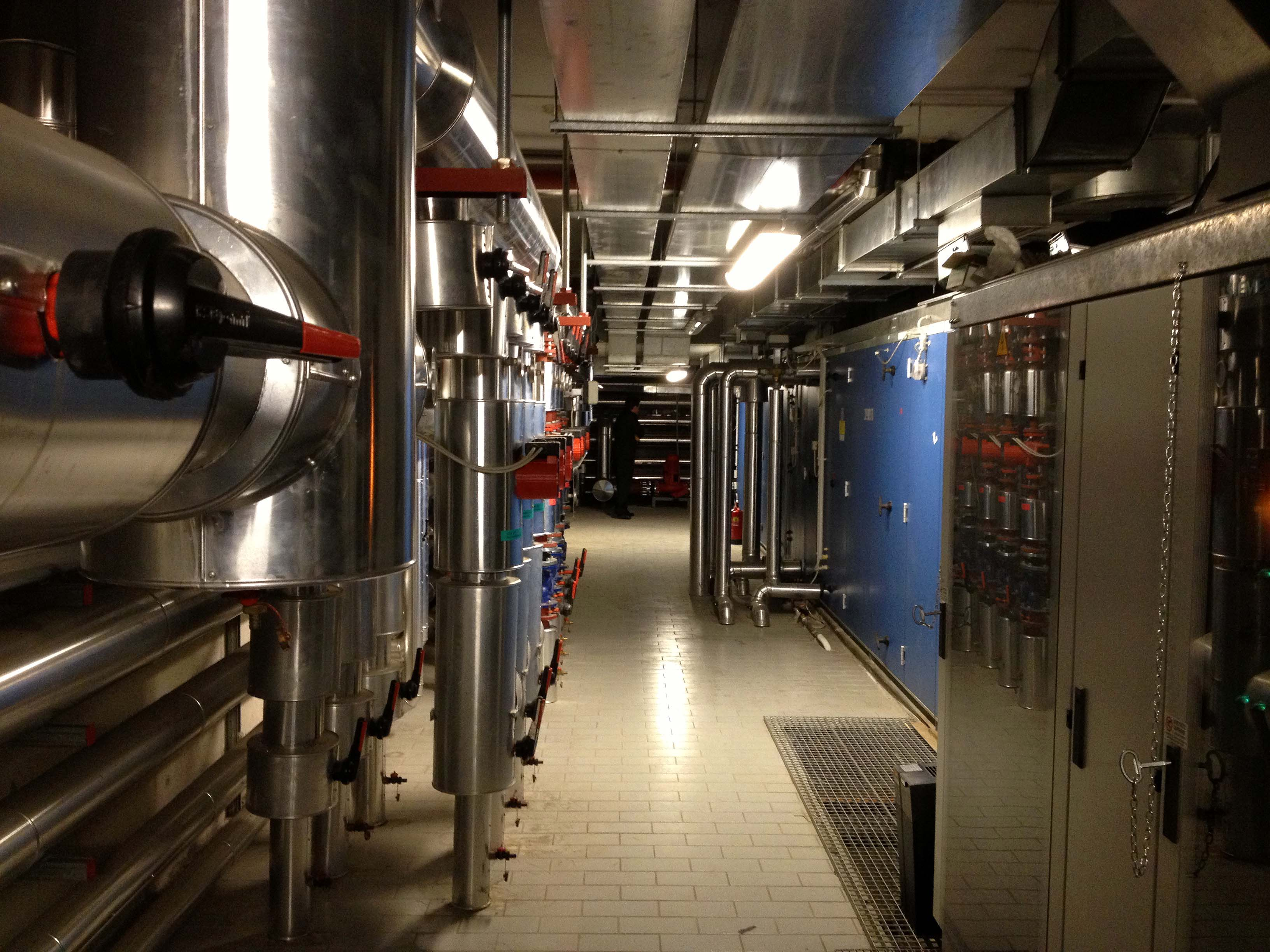
Sala macchine dell'impianto di climatizzazione
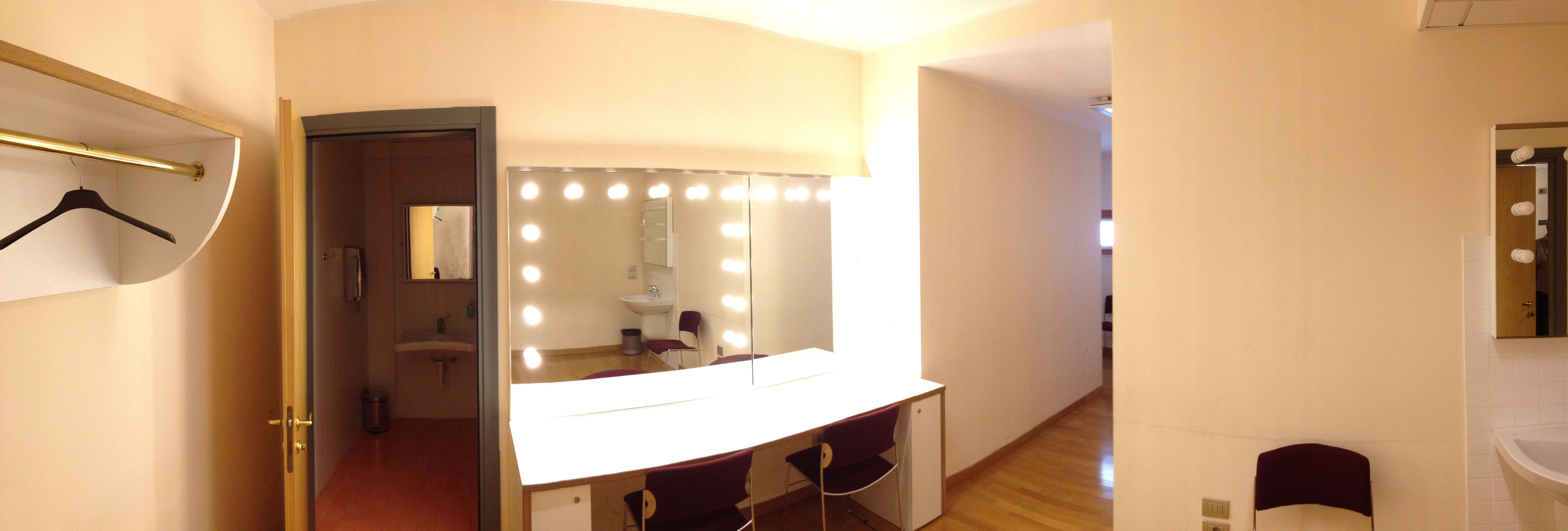
Un camerino
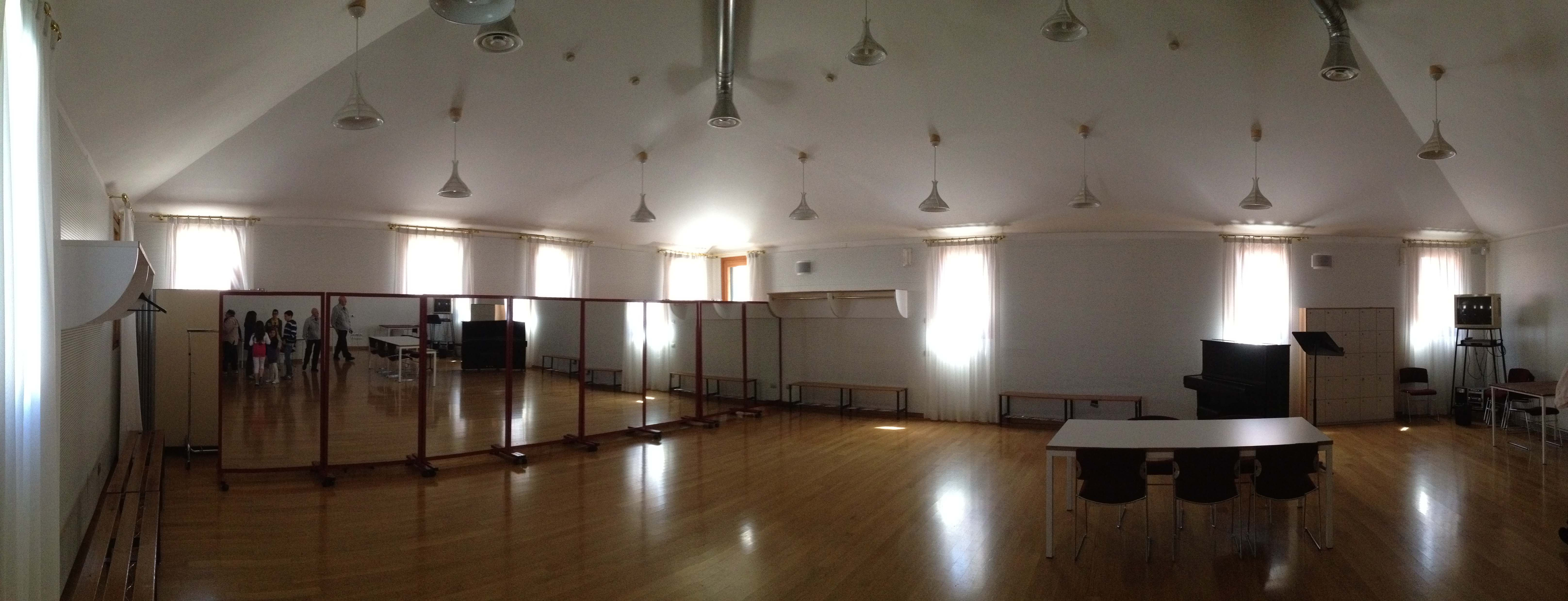
Sala prove per il balletto